# Yūsuke Numata
Pour les articles homonymes, voir Numata (homonymie).
Yūsuke Numata (沼田 祐介, Numata Yūsuke), né le 10 juin 1968 dans la préfecture de Kanagawa, est un seiyū. Il travaille pour Aoni Production.

## Rôles
- Dragon Ball Z Kai : Grégory
- Dragon Ball GT : Baby
- Dragon Ball Z : Ikose, Jewel, Obake, Saibai-man
- One Piece : Speed Jiru, commandant de la 14e division de Barbe Blanche; Charlotte Mascarpone; Chess
- SegaSonic The Hedgehog: Mighty The Armadillo